# Лой, Николай Павлович
Николай Павлович Лой (16 февраля 1925 года, Молочанск, Запорожская область, УССР, СССР — 6 мая 2004 года, Славянск-на-Кубани, Краснодарский край, Россия) — советский и российский художник, народный художник Российской Федерации (2003).

## Биография
Родился 16 февраля 1925 года в городе Молочанске Запорожской области Украинской ССР.
Полтора года провел под оккупацией, после освобождения территорий в 1943 году пошёл на фронт и воевал до Победы, в дальнейшем служил в армии до 1950 года.
В 1955 году — окончил с отличием Харьковский государственный художественный институт.
В 1960 году — переезжает в Норильск, где жил и работал вплоть до 1980 года, стал инициатором создания детской художественной школы и студии изобразительного искусства, многие годы являлся председателем городского художественного совета и выставочного комитета, избирался депутатом горсовета Норильска.
Работал на Крайнем Севере, много путешествовал на собачьих упряжках, самолётах ледовой разведки, на оленях и атомном ледоколе «Ленин», побывал с этюдником на Диксоне, многих полярных станциях, Северной Земле и Земле Франца-Иосифа, полярных станциях.
В 1968 году совершил поездку на автомобиле по всем республикам Советского Союза.
Около десяти лет жил и работал в Красноярске, где избирался заместителем председателя правления Красноярской организации и Союза художников РСФСР, членом правления, членом краевого выставочного комитета.
С 1987 года — проживал в городе Славянске-на-Кубани.
Передал свои работы в дар Славянскому историко-краеведческому музею, а также Норильской художественной галерее.
Николай Павлович Лой умер 6 мая 2004 года.

## Творческая деятельность
Мастер создания картин в технике акварели по мокрой бумаге: создавал свои картины на абсолютно сырой бумаге, которую в течение нескольких дней вымачивал в специальной титановой ванне, и требуется справляться с красками, которые мгновенно растекаются, впитываясь в верхний слой мокрого листа, а также требуется большая скорость работы (1-3 часов), пока сохнет бумага.
Его картины экспонировались более чем на 150 выставках, репродукции его работ публиковались во многих популярных советских газетах и журналах.

## Память
Его именем названа детская художественная школа Норильска, в которой действует постоянная экспозиция материалов, посвященных художнику.

## Награды
- Народный художник Российской Федерации (2003)
- Заслуженный художник РСФСР (1976)
- Медаль Фонда мира